# Filisteni
Filistenii (singular: filistean) au fost o populație antică, de origine indo-europeană, stabilită între secolele XIII-XI î.Hr. pe coasta sud-estică a Mării Mediterane. Numele biblic pelištīm (ebraică (la plural): פְלִשְׁתִּים; egipteană peleset), atribuit acestei populații, este un nomen gentilicum. Din această denumire au derivat în greaca veche παλαιστινη și în latină palaestina. Numele latin s-a impus în epoca romană asupra întregii zone, devenind regionimul Palestina. 

Statul filistenilor în anul 830 î.Hr.

## Numele și originea populației
Cele mai timpurii izvoare istorice privind filistenii sunt inscripția și basoreliefurile monumentului dedicat lui Ammon, ridicat la Medinet Habu, în Egiptul Superior, în apropiere de Teba. Monumentul a fost construit în perioada faraonului Ramses al III-lea (1184-1153 î.Hr.). Inscripția relatează despre campania lui Ramses al III-lea împotriva libienilor și a unor „popoare ale mării”. Prin termenul „popoarele mării”, izvoarele egiptene se referă la diverse grupuri etnice care în perioada faraonilor Ramses al II-lea (1279-1213 î.Hr.) și Merneptah (1213-1203 î.Hr.), venind de pe mare, au atacat Egiptul. Alături de acesti filisteni, identificați prin etnonimul „peleset”, inscripțiile de la Medinet Habu menționează grupurile etnice „tkr” (tieker), „dnw” (danu), „șrdn” (șardana), șekeleș și uașaș (wașaș). Textul inscripției relatează despre confruntări masive între egipteni și „popoarele mării”, purtate pe mare și pe uscat, probabil imediat după 1177 î.Hr. și soldate cu respingerea invaziei.
Un alt izvor istoric datat în jurul anului 1185 a. Chr., descoperit în ruinele anticului Ugarit (astăzi Ras Samra, Liban), este scrisoarea adresată de Hammurabi, ultimul rege al Ugaritului, regelui din Alașia (Cipru). Documentul menționează „debarcarea unor corăbii ale dușmanilor”, care „au incendiat orașe și au provocat mari devastări”. Colonizarea filistenilor pe teritoriul lor de locuire, în Canaan, este posibil să fi avut loc în timpul și cu asentimentul lui Ramses al III-lea.
Referitor la originea „popoarelor mării”, inscripția de la Medinet Habu precizează că aceste populații ar fi provenit din insule. Textul însă nu precizează numele insulelor. Aceeași descendență insulară, deci maritimă, este menționată și în Biblie (Amos 9,7), unde este amintită insula Caftor, numele ebraic al insulei Creta. Insula Caftor pare să fi fost însă doar o etapă în itinerarul acestei populații spre coastele sud-estice ale Mediteranei. Habitusul acestei populații, așa cum apare redat în basoreliefurile de la Medinet Habu, indică, de asemenea, că filistenii nu au fost o populație semită. Atât armamentul, cât și coifurile purtate de războinici, diferite de cele ale israeliților, își găsesc analogii în reprezentări descoperite în insula Creta. Căști similare au fost identificate pe un disc de lut, găsit la Phaistos în Creta, datat în secolul al XVII-lea î.Hr. Unele coifuri și arme par a fi identice cu cele reprezentate pe vaze cu ornamente războinice descoperite la Micene.